# 馬廷英
馬廷英（1902年—1979年9月15日），字雪峰，奉天省金县（今辽宁省大連市金州区）人，中華民國地質學家、古生物學家。

## 生平

### 早年及求學
馬廷英是家中長子，共有九個弟妹，年幼家境清寒。1917年畢業於金州中學後，考取日本東京高等師範學校（現在筑波大學）理科，以第一名成績畢業，再考入仙台東北帝國大學地質古生物學教室，1929年獲得地質古生物學教室理學士。畢業後再繼續攻讀博士，1933年馬廷英已完成博士論文，日本政府要求他返回滿洲國科學院做為博士學位交換條件，並要求馬廷英入日本籍，為馬廷英拒絕。指導教師矢部長克博士將論文送往德國柏林大學，於1934年獲博士學位，日本政府也立即授予東北帝國大學的博士學位，所以馬廷英擁有德、日兩國博士學位。，馬廷英是第4位得到日本帝國大學理學博士的漢人，也是地質學專業的第1位。
在日本期间，馬廷英专攻古今珊瑚礁生长率变化以及有关的古气候、古生态、古地理、古大地构造问题，在日本學士院會報发表过多篇学术论文，用現代珊瑚證明珊瑚的年成長率理論。他的博士论文研究古生代珊瑚的內部構造發現其年成長率與海水溫度有關。

### 學術報國
1936年，馬廷英冲破日本方面的阻力，秘密離開日本回到中国，应聘担任中央研究院地質學研究所研究員，主持東沙群島珊瑚調查研究，在東沙群島發現中國明朝古物，證明該地區自古即中國領土。後担任國立中央大學地质系教授。其间，他將珊瑚年成長率與海水溫度的關係用到古氣候研究中，研究地質時代的氣侯變遷與冰川消長的原因以及海底地形等問題。
1937年芦沟桥事变爆发，中国内陆各省食盐短缺，馬廷英应政府之请，到沿海地区及其他各个产盐地进行勘量，并且指导开采井盐、岩盐的方法。1938年，应东北协会主持人齐世英的邀请，兼任东北中学校长（该中学成立于沈阳，九一八事变后迁到北平），率领已从北平迁至南京的师生继续迁移，经湖北、湖南、贵州各省而抵四川，到自贡自流井静宁寺复校。此后他辞职，重新投入研究工作。1940年任中国地理研究所研究员兼海洋组主任。1942年，率领中国地理学会海洋组专家考察福建省沿海地区，以調查戰略資源。

### 臺大任教
1944年應陳儀做主任委員的台灣調查委員會聘，11月1日兼任台灣調查委員會專門委員。1945年末與東北帝國大學校友陳建功、蘇步青2理學博士及同樣留日的蔡邦華、陸志鴻與國民政府特派員羅宗洛共6位教授到台灣，與杜聰明、林茂生同接收台北帝國大學。台灣行政長官公署11月成立國立臺北大學校務委員會，聘羅宗洛、馬廷英、陸志鴻、杜聰明、林茂生、范壽康（台灣行政長官公署參議兼圖書館館長）、趙廼傳（行政長官公署參議兼教育處處長）為校務委員會委員。行政院核定國立臺灣大學校名，派羅宗洛代理校長，羅代理校長請蘇步青出任理學院院長兼數學系主任，請馬廷英出任理學院地質學系主任兼海洋研究所所長。
1947年陸志鴻接台大校長，馬廷英仍任地質學系主任，兼海洋研究所所長直到停辦。陳儀班底的魏建功1947年4月1日寫給學友傅斯年的信說：「台大事務，陳原為宗洛時期總務長，與馬廷英（海洋研究所長、地質系主任）最屬主腦。」（陳指留法動物學教授陳兼善）。經過莊長恭校長、杜聰明代理校長和傅斯年校長，傅校長死后的1951年馬廷英辭主任。馬廷英和陸志鴻（東京帝國大學工學士）從此留在台灣，羅宗洛、陳建功、蘇步青、蔡邦華后來永遠離開台灣。
到台湾后，1945年至1946年間，他率领專家赴蘭嶼調查動植物及地質情况。1947年，到南沙群島及海南島开展學術調查。他利用珊瑚成長率研究各地質時代各大陸的相對位置及遷移。1950年代，他还写出《石油成因论》一文，推测臺灣西部及海域深處有可能蘊藏著大量石油及油氣，这对开拓台湾资源有很大影响。1953年，發表地殼剛體滑動說。后来，他发表“古气候与大陆漂移之研究”系列近20篇学术论文，证明地壳滑动学说，引发国际地质学界的讨论与肯定。

### 去世
1979年9月15日，馬廷英在台湾大学附属医院逝世，享年80岁。
1980年，馬廷英獲中华民国總統蔣經國頒令褒揚。1988年，中国大陸為準備《中國大百科全書·海洋學》的編纂，主編寫信至比利時囑一位台湾学者撰寫馬廷英傳，刊於《中國大百科全書·海洋學》馬廷英條。1991年，中国大陸編纂《科學家傳記大辭典》，也列入馬廷英傳。

## 家庭
1940年與同為留日學生孫采蘋女士（1911-2016）在重慶結婚，育有1女1子。孫采蘋曾隨馬廷英到台灣，因感情不洽離異，返回大陸，後與救国会七君子之一章乃器生有一子章立凡。
作家亮軒（馬國光）是他的大兒子，孫子馬世芳是作家、廣播節目主持人。
1962年，與日籍妻子小野千鶴子女士（1926年生）再婚，育有一子馬東光，二女馬慈光、馬慧光，馬廷英逝世後，妻子仍然與三名子女住在青田七六。

## 外部連結
- 國立臺灣大學日式宿舍─馬廷英故居—文化部文化資產局 （页面存档备份，存于）